# Старце
Старце (пол. Starce) — село в Польщі, у гміні Броншевиці Серадзького повіту Лодзинського воєводства.
Населення — 148 осіб (2011).
У 1975-1998 роках село належало до Серадзького воєводства.

## Демографія
Демографічна структура станом на 31 березня 2011 року:
|          | Загалом | Допрацездатний вік | Працездатний вік | Постпрацездатний вік |
| -------- | ------- | ------------------ | ---------------- | -------------------- |
| Чоловіки | 78      | 20                 | 51               | 7                    |
| Жінки    | 70      | 17                 | 37               | 16                   |
| Разом    | 148     | 37                 | 88               | 23                   |